# Park Heung-shik
Dans ce nom coréen, le nom de famille, Park, précède le nom personnel.
Park Heung-shik (hangul: 박흥식), né le 29 novembre 1965 à Séoul, est un réalisateur et scénariste sud-coréen.

## Filmographie

### Cinéma

#### Réalisateur

##### Longs métrages
- 2001 : I Wish I Had a Wife (나도 아내가 있었으면 좋겠다)
- 2004 : My Mother, the Mermaid (인어 공주)
- 2005 : Bravo, My Life (사랑해, 말순씨)
- 2011 : Sorry, Thank you (미안해, 고마워) avec Yim Soon-rye, Oh Jeon-kyun et Song Il-gon
- 2012 : Children of Heaven (천국의 아이들)
- 2015 : Memories of the Sword (협녀, 칼의 기억)

##### Courts-métrages
- 1991 : Young-hee and Joon-ki (영희와 준기)

#### Scénariste
- 1991 : Young-hee and Joon-ki (영희와 준기) de Park Heung-shik
- 2001 : I Wish I Had a Wife (나도 아내가 있었으면 좋겠다) de Park Heung-shik
- 2004 : My Mother, the Mermaid (인어 공주)
- 2005 : Bravo, My Life (사랑해, 말순씨)
- 2011 : Sorry, Thank you (미안해, 고마워) avec Yim Soon-rye, Oh Jeon-kyun et Song Il-gon
- 2012 : Children of Heaven (천국의 아이들)
- 2015 : Memories of the Sword (협녀, 칼의 기억)

#### Acteur
- 2002 : H de Lee Jong-hyeok

#### Assistant réalisateur
- 1993 : To the Starry Island (그 섬에 가고싶다) de Park Kwang-su
- 1995 : A Single Spark (아름다운 청년 전태일) de Park Kwang-su
- 1998 : Christmas in August (8월의 크리스마스) de Hur Jin-ho

### Télévision
- 2008 : My Sweet City (달콤한 나의 도시)